# Тургиновский район
Тургиновский район — административно-территориальная единица в составе РСФСР, существовавшая в 1929—1963 годах.
Административный центр — село Тургиново.

## История
Образован 12 июля 1929 года в составе Тверского округа Московской области на части территории бывших Быковской, Ильинской и Микулинской волостей Тверского уезда Тверской губернии, а также Зеленцинской волости Клинского уезда Московской губернии. В состав района первоначально входили сельсоветы: Афименский, Балаковский, Бегуновский, Больше-Горский, Больше-Селищенский, Весковский, Вологинский, Губинский, Димитровский, Дуденцовский, Ефремовский, Жеховский, Зеленцинский, Ильинский, Казарецкий, Кайковский, Калистовский, Клеопинский, Койдановский, Курьяновский, Лапинский, Львовский, Матвеевский, Митеновский, Непеинский, Нешоровский, Новогородищенский, Покровский, Поминовский, Пушкинский, Ремязинский, Рязановский, Свинцовский, Соколовский, Сухаревский, Титовский, Троицкий, Тургиновский, Устиновский и Ферязкинский.
20 мая 1930 года Казарецкий с/с был передан из Тургиновского района в Лотошинский.
23 июля 1930 года Тургиновский был переподчинен непосредственно облисполкому.
29 января 1935 года вошел в состав Калининской области, упразднен 13 февраля 1963 года.
Сельсоветы Тургиновского района в 1963 году вошли в состав Калининского района, позднее Синцовский сельсовет передан в Конаковский район.